# Kansas City Chiefs 1994
La stagione 1994 dei Kansas City Chiefs è stata la 25ª nella National Football League e la 35ª complessiva. La squadra non riuscì a migliorare il record di 11-5 della stagione precedente terminando sul 9-7 e venendo eliminata nel primo turno di playoff dai Miami Dolphins. A fine stagione il quarterback Hall of Famer Joe Montana si ritirò.

## Roster
| Roster dei Kansas City Chiefs nel 1994 |
| --- |
| Quarterback - 14 Matt Blundin - 13 Steve Bono - 19 Joe Montana Running Back - 32 Marcus Allen - 38 Kimble Anders - 30 Donnell Bennett FB - 29 Greg Hill Wide Receiver - 88 J.J. Birden - 84 Willie Davis - 80 Lake Dawson - 83 Danan Hughes - 85 Eric Martin - 81 Chris Penn Tight End - 89 Keith Cash - 87 Tracy Greene - 47 Tommie Stowers - 82 Derrick Walker Offensive Linemen - 76 John Alt T - 74 Derrick Graham G/T - 61 Tim Grunhard C - 65 Lindsay Knapp G - 68 Will Shields G - 66 Ricky Siglar T - 79 Dave Szott G - 73 Joe Valerio C - 72 Danny Villa T Defensive Linemen - 99 Vaughn Booker DE - 71 Greg Kragen DT - 77 Pellom McDaniels DE - 92 Darren Mickell DE - 75 Joe Phillips DT - 97 Dan Saleaumua DT - 90 Neil Smith DE - 98 Rob Waldrop DT Linebacker - 56 Arnold Ale - 50 Anthony Davis - 59 Jaime Fields - 57 George Jamison OLB - 51 Greg Manusky MLB - 52 Tracy Rogers ILB - 54 Tracy Simien ILB - 58 Derrick Thomas OLB - 95 Jerrol Williams Defensive Back - 34 Dale Carter CB - 25 Mark Collins CB - 49 Matt Gay - 22 Monty Grow S - 42 Charles Mincy FS - 24 Doug Terry SS - 41 Dave Whitmore FS Special Team - 5 Louie Aguiar P - 2 Lin Elliott K |
| Legenda - I rookie sono in corsivo. - Il primo ruolo è il principale mentre gli eventuali successivi indicano i ruoli secondari. - (IR) sta per Injured Reserve ed indica la lista ristretta per un solo giocatore infortunato che può tornare ad allenarsi dopo la settimana 6 e a rientrare in prima squadra dopo che questa ha giocato 8 partite. - (NF-Inj.) / (NF-Ill.) stanno rispettivamente per Non-Football Injured e Non-Football Illness ed indicano le liste dove viene inserito un giocatore che ha un infortunio o una malattia non dipendente dal football americano. - (PUP) sta per Physically Unable to Perform ed indica la lista dove viene inserito un giocatore mentre è in attesa di recuperare la condizione fisica. Nella stagione regolare dopo la sesta partita giocata dalla propria squadra, il giocatore ha tempo tre settimane per riprendere ad allenarsi, più tre settimane aggiuntive dal suo rientro agli allenamenti per rientrare in prima squadra. |

## Calendario
| Stagione regolare |                    |                        |                    |                    |             |                                           |
| Turno             | Data               | Avversario             | Risultato          | Pubblico           | TV ora      | Commentatori                              |
| 1                 | 4 settembre 1994   | at New Orleans Saints  | V 30–17            | 69,362             | NBC 12:00CT | Dick Enberg & Bob Trumpy                  |
| 2                 | 11 settembre 1994  | San Francisco 49ers    | V 24–17            | 79,907             | FOX 12:00CT | Pat Summerall & John Madden               |
| 3                 | 18 settembre 1994  | at Atlanta Falcons     | V 30–10            | 67,357             | TNT 7:00CT  | Gary Bender & Pat Haden                   |
| 4                 | 25 settembre 1994  | Los Angeles Rams       | S 16–0             | 78,184             | FOX 12:00CT | Joe Buck & Tim Green                      |
| 5                 | Settimana di pausa | Settimana di pausa     | Settimana di pausa | Settimana di pausa |             |                                           |
| 6                 | 9 ottobre 1994     | at San Diego Chargers  | S 20–6             | 62,923             | NBC 3:00CT  | Charlie Jones & Randy Cross               |
| 7                 | 17 ottobre 1994    | at Denver Broncos      | V 31–28            | 75,151             | ABC 8:00CT  | Al Michaels, Frank Gifford & Dan Dierdorf |
| 8                 | 23 ottobre 1994    | Seattle Seahawks       | V 38–23            | 78,847             | NBC 12:00CT | Marv Albert & Paul Maguire                |
| 9                 | 30 ottobre 1994    | at Buffalo Bills       | S 44–10            | 79,501             | NBC 12:00CT | Dick Enberg & Bob Trumpy                  |
| 10                | 6 novembre 1994    | Los Angeles Raiders    | V 13–3             | 78,709             | ESPN 7:00CT | Mike Patrick & Joe Theismann              |
| 11                | 13 novembre 1994   | San Diego Chargers     | S 14–13            | 76,997             | NBC 12:00CT | Dick Enberg & Bob Trumpy                  |
| 12                | 20 novembre 1994   | Cleveland Browns       | V 20–13            | 69,121             | NBC 12:00CT | Marv Albert & Paul Mcguire                |
| 13                | 27 novembre 1994   | at Seattle Seahawks    | S 10–9             | 54,120             | NBC 3:00CT  | Tom Hammond & Cris Collinsworth           |
| 14                | 4 dicembre 1994    | Denver Broncos         | S 20–17            | 77,631             | NBC 3:00CT  | Dick Enberg & Bob Trumpy                  |
| 15                | 12 dicembre 1994   | at Miami Dolphins      | S 45–28            | 71,578             | ABC 8:00CT  | Al Michaels, Frank Gifford & Dan Dierdorf |
| 16                | 18 dicembre 1994   | Houston Oilers         | V 31–9             | 74,474             | NBC 3:00CT  | Don Criqui & Beasley Reece                |
| 17                | 24 dicembre 1994   | at Los Angeles Raiders | V 19–9             | 64,130             | NBC 3:00CT  | Dick Enberg & Bob Trumpy                  |

### Playoff
| Playoff  |                  |                   |           |          |
| Turno    | Data             | Avversario        | Risultato | Pubblico |
| Wildcard | 31 dicembre 1994 | at Miami Dolphins | S 27–17   | 69,757   |

## Classifiche
| AFC West               |    |    |   |      |     |     |     |
|                        | V  | S  | P | %    | PF  | PS  | STR |
| (2) San Diego Chargers | 11 | 5  | 0 | .688 | 381 | 306 | W2  |
| (6) Kansas City Chiefs | 9  | 7  | 0 | .563 | 319 | 298 | W2  |
| Los Angeles Raiders    | 9  | 7  | 0 | .563 | 303 | 327 | L1  |
| Denver Broncos         | 7  | 9  | 0 | .438 | 347 | 396 | L3  |
| Seattle Seahawks       | 6  | 10 | 0 | .375 | 287 | 323 | L2  |